# TBT
#TBT o simplemente TBT es el nombre del primer álbum recopilatorio del cantante puertorriqueño de reguetón Luigi 21 Plus, el cual fue publicado el 30 de mayo de 2019 por Bokisucio Music y Artillery Music.
Cuenta con las primeras canciones que ayudaron al exponente a posicionarse dentro del género urbano, así como colaboraciones de artistas como Ñejo & Dálmata, J Álvarez, Arcángel, Ñengo Flow, Yaga & Mackie, Yomo, entre otros.

## Lista de canciones
- Adaptados desde TIDAL.[3]

| N.º   | Título                                                                                          | Duración |  |
| 1.    | «Mujeres talentosas» (con Ñejo & Dálmata, Ñengo Flow, J Álvarez, Franco El Gorila y Chyno Nyno) | 5:41     |  |
| 2.    | «Wow bellaquita» (con Arcángel y J Álvarez)                                                     | 4:17     |  |
| 3.    | «Mueve ese culo puñeta» (con Ñejo, Ñengo Flow y Chyno Nyno)                                     | 5:38     |  |
| 4.    | «Bienvenida sea» (con Nely El Arma Secreta)                                                     | 3:29     |  |
| 5.    | «Enamorao y ilusionao» (con Gocho)                                                              | 3:57     |  |
| 6.    | «Vamo' allá»                                                                                    | 3:09     |  |
| 7.    | «A lo escondio» (con Ñejo & Dálmata, J Álvarez, Geo Guanabanas, Yaga & Mackie)                  | 4:36     |  |
| 8.    | «Underground» (con Ñengo Flow, Dálmata, J Álvarez, Geo Guanabanas y Chyno Nyno)                 | 4:17     |  |
| 9.    | «Ella quiere popo» (con Arcángel, Ñejo & Dálmata y Yazid)                                       | 5:17     |  |
| 10.   | «Recuerdo ese momento» (con Arcángel y J Álvarez)                                               | 3:51     |  |
| 11.   | «Conocí una nena» (con Nely El Arma Secreta)                                                    | 3:53     |  |
| 12.   | «Tu no entiendes» (con Yomo y Nely El Arma Secreta)                                             | 4:10     |  |
| 52:15 |                                                                                                 |          |  |